# Contea di Missoula
La contea di Missoula (in inglese Missoula County) è una contea del Montana, negli Stati Uniti. Il suo capoluogo amministrativo è Missoula e fa parte dell'Area Statistica Metropolitana di Missoula.

## Storia
La contea di Missoula venne creata nel 1864 e deve il suo sviluppo a quattro ragioni fondamentali:
1. Nel 1877 l'esercito statunitense creò il Forte Missoula a sud-ovest dell'omonima città.
2. Nel 1883 la rete ferroviaria della Northern Pacific raggiunse Missoula.
3. Nel settembre del 1895 aprì l'Università del Montana.
4. Nel 1908 Missoula divenne il quartier generale regionale del servizio forestale.

## Geografia fisica
La contea ha un'area di 6.781 km² di cui lo 0,78% è coperto d'acqua. Confina con le seguenti contee:
- Contea di Mineral - ovest
- Contea di Sanders - nord-ovest
- Contea di Lake - nord
- Contea di Flathead - nord-est
- Contea di Powell - est
- Contea di Granite - sud-est
- Contea di Ravalli - sud
- Contea di Idaho - sud-ovest
- Contea di Clearwater - sud-ovest

### Evoluzione demografica

Situazione demografica

## Città principali
- Bonner-West Riverside
- Clinton
- East Missoula
- Evaro
- Frenchtown
- Lolo
- Missoula
- Orchard Homes
- Seeley Lake
- Wye

## Aree non incorporate
- Lolo Hot Springs
- Lothrop
- Milltown
- Turah

## Strade principali
- Interstate 90
- U.S. Route 12
- U.S. Route 93

## Musei
- Historical Museum at Fort Missoula, su fortmissoulamuseum.org.
- Missoula Art Museum, su missoulaartmuseum.org.
- Montana Museum of Art & Culture, su umt.edu.
- Montana Natural History Center, su thenaturecenter.org. URL consultato il 3 maggio 2007 (archiviato dall'url originale il 9 maggio 2007).
- Northern Rockies Heritage Center, su nrhc.org.
- Rocky Mountain Elk Foundation Wildlife Visitor Center, su travel.state.mt.us (archiviato dall'url originale il 30 gennaio 2004).
- Rocky Mountain Museum of Military History, su fortmissoula.org.